# المنصة الوطنية للإنذار المبكر
المنصة الوطنية للإنذار المبكر هي منصة إلكترونية سعودية للإنذار المبكر في حالات الطوارئ لبث رسائل التحذير والإنذار وإشعارات الطوارئ باستخدام خدمة البث عبر الهواتف المحمولة المتصلة بشبكات مزودي خدمات الاتصالات المتنقلة لدى هيئة الاتصالات وتقنية المعلومات. يصاحب الرسائل للتحذيرية نغمة مميزه إلى الهواتف المتصلة بشبكات الاتصالات المتنقلة لتحذير السكان، وابلاغهم بما يجب اتخاذه لسلامتهم وحمايتهم.

## قائمة الاشعارات
مستويات الرسائل التحذيرية:
| مستويات الرسائل التحذيرية     | مستوى التنبيه                 | مستوى الخطورة | سلوك الهاتف المتنقل                     | الصوت        | اهتزاز    | المدة (ثانية)                           | الاعدادات     |
| ----------------------------- | ----------------------------- | ------------- | --------------------------------------- | ------------ | --------- | --------------------------------------- | ------------- |
| الرسائل التحذيرية الوطنية     | التنبيه على المستوى الوطني    |               | التنبيه مفعل حتى في وضع الصامت          | إشارة مسموعة | نعم       | بحد أدنى 10.5 ثانية وحد أقصى 32.5 ثانية | تفعيل الزامي  |
| الرسائل التحذيرية الطارئة جدا | حرج للغاية                    | عالية الخطورة | التنبيه مفعل حتى في وضع الصامت          | إشارة مسموعة | نعم       | 10.5                                    | تفعيل الزامي  |
| الرسائل التحذيرية الطارئة     | حرج                           | خطرة          | التنبيه مفعل حتى في وضع الصامت          | إشارة مسموعة | نعم       | 10.2                                    | تفعيل الزامي  |
| الرسائل التحذيرية             | تنبيهات أمنيه                 |               | لا يتطلب تفعيل التنبيه أثناء وضع الصامت | إشارة مسموعة | نعم       | بحد أدنى 5 ثواني وحد أقصى 10.5 ثانية    | تفعيل اختياري |
| الرسائل التجريبية             | رسالة تعريفية للاختبار الشهري |               | لا يتطلب تفعيل التنبيه أثناء وضع الصامت | إشارة مسموعة | نعم أو لا | 10.5                                    | تفعيل اختياري |
| تمارين                        | رسالة تعريفية للتمارين        |               | التنبيه مفعل حتى في وضع الصامت          | إشارة مسموعة | نعم       | 10.5                                    | تفعيل الزامي  |

## وصلات خارجية
- المديرية العامة للدفاع المدني